# قلعة هوهنتسولرن

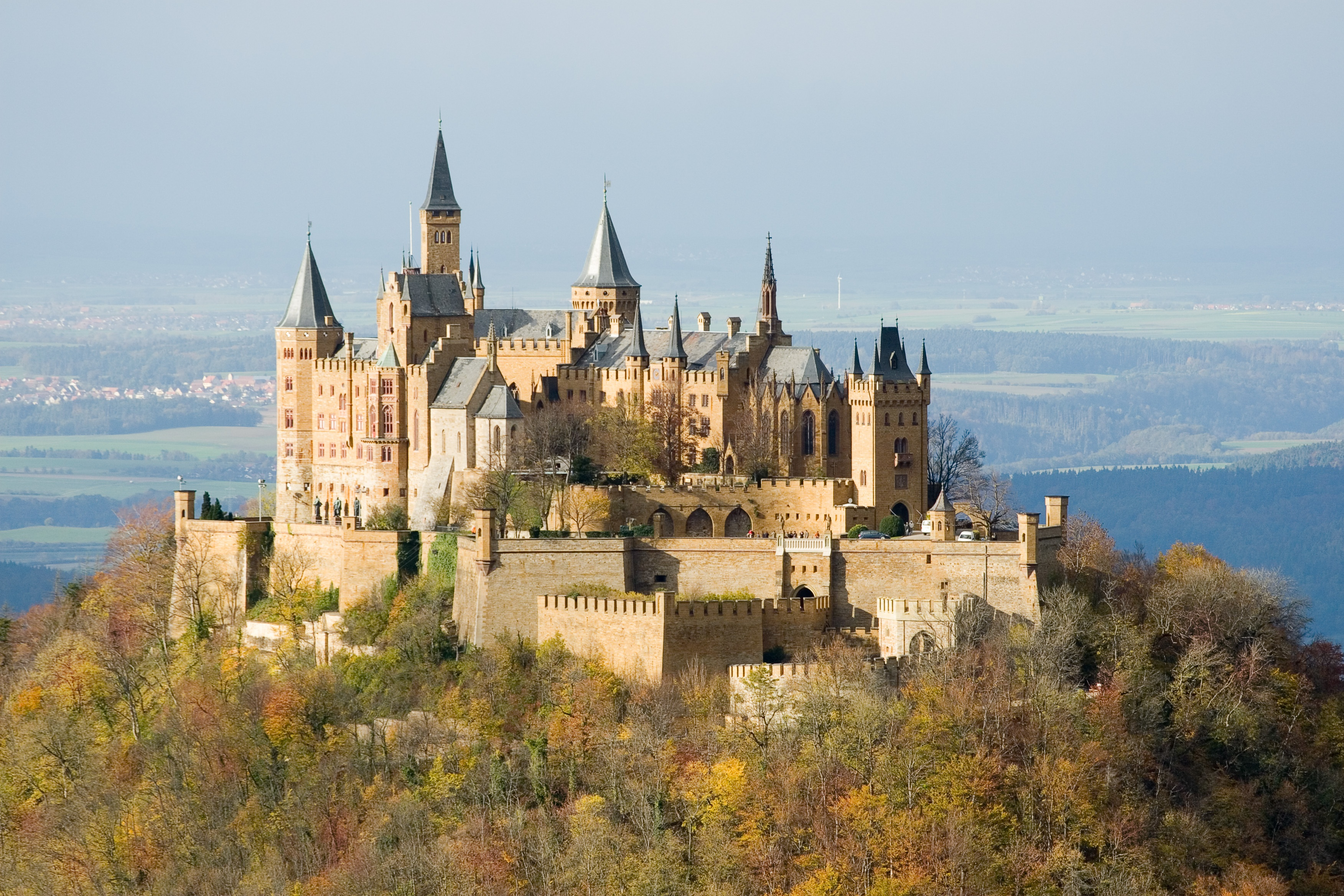
قلعة هوهنتسولرن.

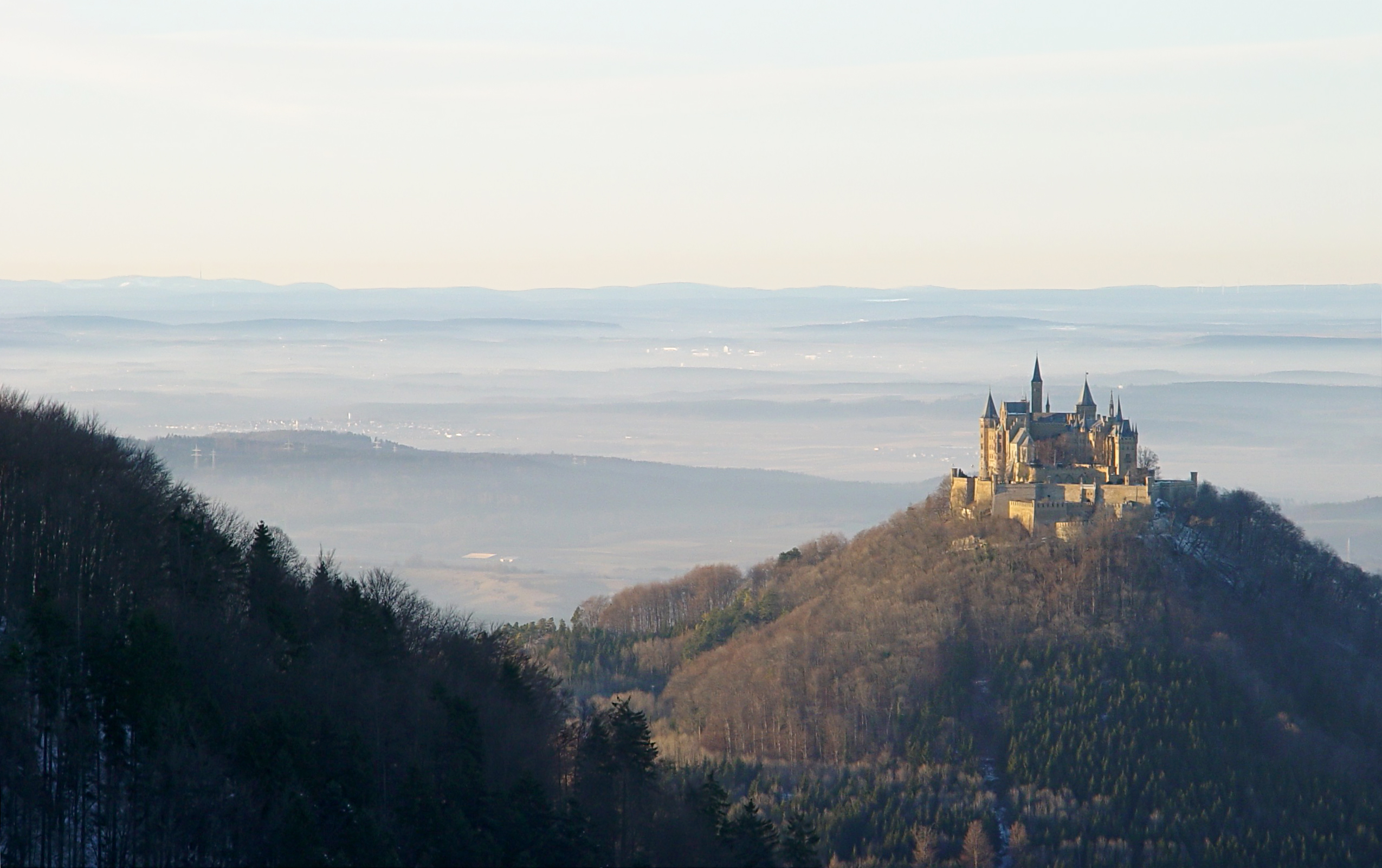
نظرة من على جبل Albtrauf.

قلعة هوهنتسولرن (بالألمانية: Burg Hohenzollern) هي قلعة ألمانية تقع على بعد 50 كم إلى الجنوب من شتوتغارت. تعتبر هذه القلعة مقعدا موروثا لعائلة هوهنتسولرن، والتي ظهرت في العصور الوسطى وأصبحوا في نهاية المطاف أباطرة ألمان. شيدت القلعة في الجزء الأول من القرن الحادي عشر الميلادي.

## الموقع
تقع القلعة على قمة جبل هوهنزولرن على ارتفاع 855 مترا (2805 قدم) فوق مستوى سطح البحر، و234 مترا (768 قدم) فوق هتشنجن التي تقع على سفوح جبال جورا شفابن.

## التاريخ

### القلاع الأولى والثانية
بناها كونتس أوف زولرن د. على الرغم من أن منزل Hohenzollern نفسه وجد أول ذكر له في عام 1061، تم ذكر القلعة لأول مرة باسم "Castro Zolre" في عام 1267، دون أي ذكر للقلعة بخلاف اسمها، على الرغم من أن المصادر المعاصرة أشادت بها على أنها "تاج للجميع" قلاع في شوابيا ". في عام 1423 تم تدمير القلعة بالكامل بعد حصار استمر لمدة عام من قبل رابطة مدن شفابان.
بدأ البناء في قلعة ثانية أقوى في عام 1454. استولت عليها قوات Württemberger في عام 1634 في منتصف حرب الثلاثين عامًا (1618-1648)، ثم سقطت تحت سيطرة هابسبورغ لمدة قرن تقريبًا. خلال حرب الخلافة النمساوية (1740-1748) احتلها الجنود الفرنسيون في شتاء 1744/45. عاد إلى سيطرة هابسبورغ بعد الحرب، ونادرًا ما تم احتلاله وبدأ في الانهيار بعد مغادرة آخر مالك نمساوي للقلعة في عام 1798. وبحلول بداية القرن التاسع عشر، بقيت كنيسة القديس ميخائيل فقط صالحة للاستعمال.

### القلعة الثالثة
تم بناء القلعة الحالية من قبل سليل هوهنزولرن ولي العهد الأمير فريدريك وليام الرابع ملك بروسيا. سافر عبر جنوب ألمانيا في طريقه إلى إيطاليا في عام 1819 تمنى التعرف على جذور عائلته، لذلك صعد إلى قمة جبل هوهنزولرن.
قام بالتعاقد مع فريدريش أوجست ستولر، الذي تم تعيينه مهندسًا للملك لإعادة بناء قلعة ستولزينفيلس في عام 1842 بينما كان لا يزال طالبًا ووريثًا لكارل فريدريش شينكل، لتصميم قلعة جديدة. بدأ ستولر العمل على تصميم مزخرف متأثر بفن العمارة القوطية الإنجليزي وChâteaux of the Loire Valley في عام 1846. المدخل المثير للإعجاب هو عمل المهندس-الضابط Moritz Karl Ernst von Prittwitz، الذي يعتبر مهندس التحصينات الرائد في بروسيا. المنحوتات حول وداخل القلعة من عمل Gustav Willgohs. مثل قلعة نويشفانشتاين في بافاريا ، تعد قلعة هوهنزولرن نصبًا تذكاريًا للرومانسية الألمانية التي تضمنت رؤية مثالية لقلعة فارس من القرون الوسطى. نظرًا لعدم وجود بعض العناصر الرائعة والتجاوزات في نويشفانشتاين، فقد أدى بناء القلعة إلى تعزيز سمعة العائلة المالكة البروسية.
بدأ البناء في عام 1850، وكانت تمول بالكامل من قبل براندنبورغ البروسية وهوهنتسولرن زيغمارينغن خطوط من عائلة هوهنزولرن. اكتمل البناء في 3 أكتوبر 1867، تحت حكم الملك ويليام الأول شقيق فريدريك ويليام الرابع.
بعد إعادة بناء القلعة، لم يتم شغلها بانتظام، بل استخدمت في المقام الأول كتحفة فنية. أي من هوهنزولرن قياصرة من الإمبراطورية الألمانية عاش هناك. بقي ولي العهد البروسي الأخير فقط وليام لعدة أشهر بعد رحلته من بوتسدام قبل قوات الجيش السوفيتي خلال الأشهر الأخيرة من الحرب العالمية الثانية. تم دفنه وزوجته ولي العهد الأميرة سيسيلي هناك، حيث احتل الاتحاد السوفيتي عقارات العائلة في براندنبورغ وقت وفاتهم.
ابتداءً من عام 1952، بدأ الأمير لويس فرديناند من بروسيا في إضافة الأعمال الفنية القيمة والتذكارات البروسية من مجموعات عائلة هوهنزولرن ومتحف هوهنزولرن السابق في شلوس مونبيجو. اثنان من القطع الرئيسية هما تاج فيلهلم الثاني والزي الرسمي الذي يخص الملك فريدريك الكبير. من عام 1952 حتى عام 1991، كانت الصناديق الخاصة بفريدريك فيلهلم الأول وابنه فريدريك الكبير في الكنيسة، ولكن تم نقلها مرة أخرى إلى بوتسدام بعد إعادة توحيد ألمانيا في عام 1991.
تضررت القلعة في زلزال في 3 سبتمبر 1978، وكانت قيد الإصلاح حتى منتصف التسعينيات.

### اليوم

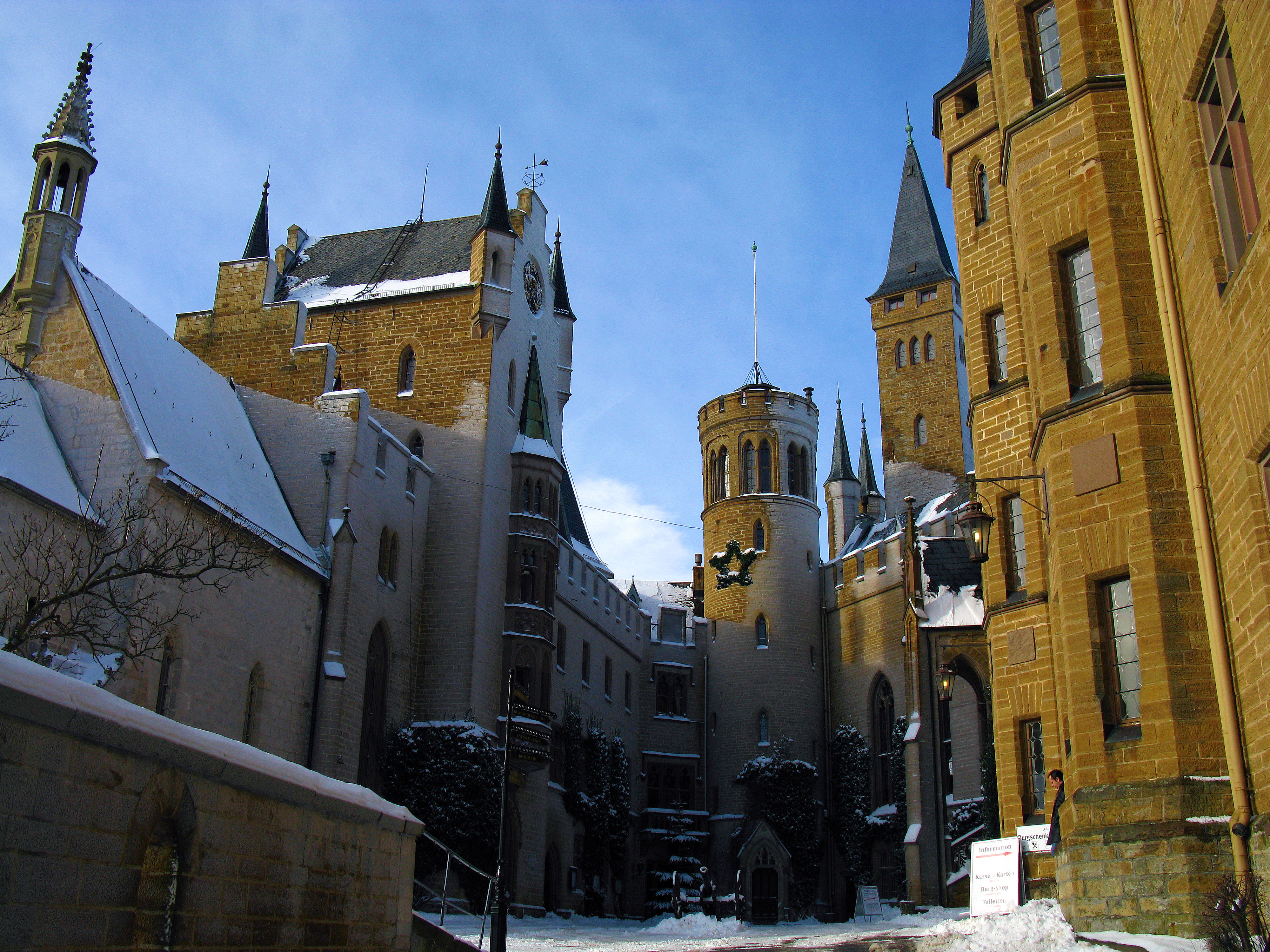
الفناء المركزي.

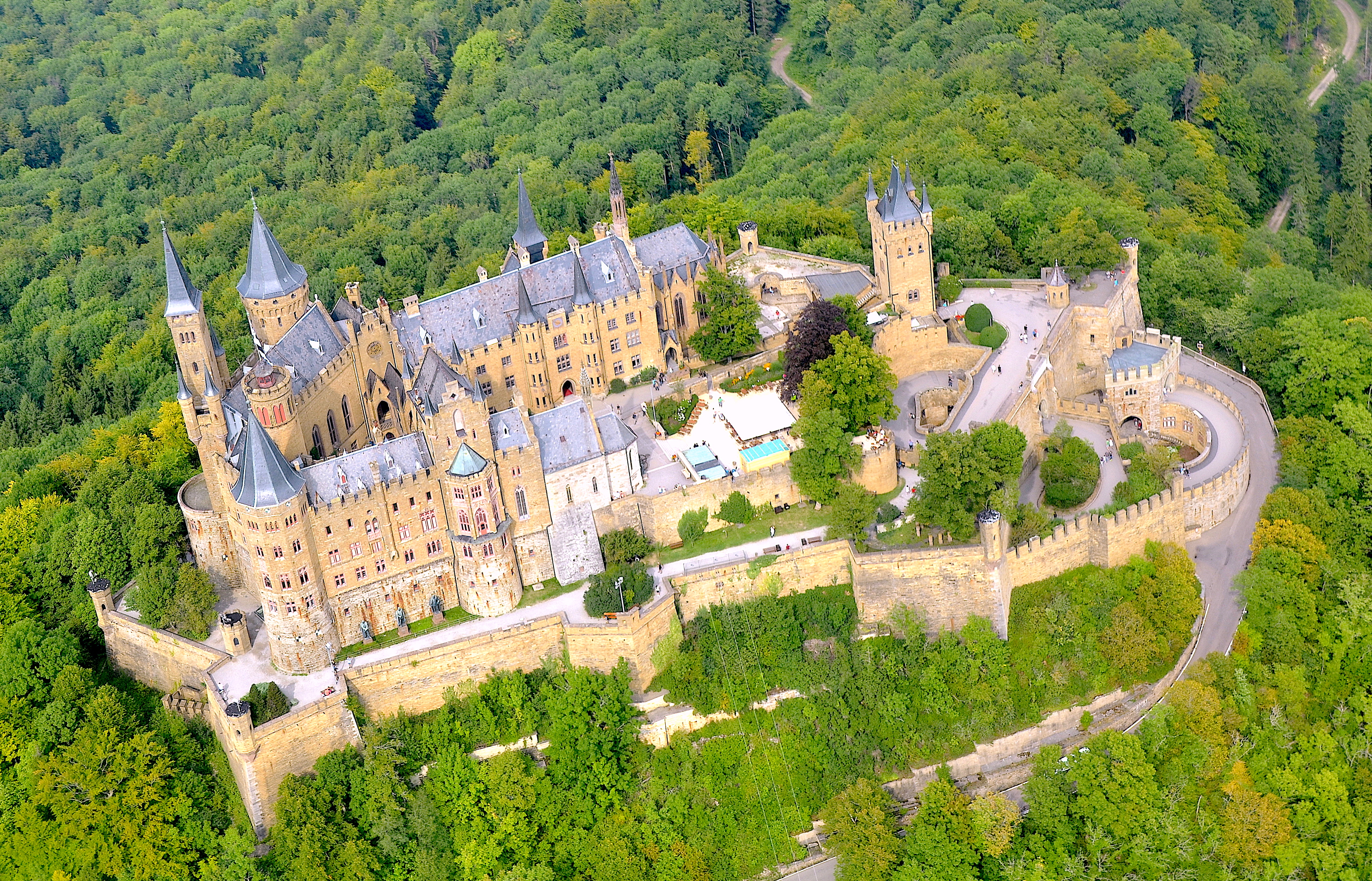
منظر جوي للقلعة (2017).

تعد قلعة Hohenzollern واحدة من أكثر القلاع زيارة في ألمانيا مع أكثر من 350.000 زائر سنويًا. تعود ملكية القلعة للقطاع الخاص من قبل آل هوهنزولرن، وينتمي ثلثاها إلى فرع براندنبورغ البروسي، والباقي لفرع شوابين.
منذ عام 1952، استخدمت مؤسسة Princess Kira of Prussia القلعة لمخيم صيفي سنوي للأطفال. عندما يقيم الأمير جورج وعائلته في القلعة، يرفرف العلم البروسي فوق القلعة، بينما يستخدم سكان شوابيان علم هوهينزولرن-سيجمارينجين.
في عام 2015، تم تصوير أجزاء من فيلم الرعب والإثارة A Cure for Wellness في القلعة، تم إغلاقه من 13 إلى 24 يوليو 2015. قلعة هوهنزولرن بالإضافة إلى قلعة بيكفورتون في إنجلترا كانت أيضًا استخدمت في تصوير الفيلم التلفزيوني 2017 من The Worst Witch.

## أعلام
- سيسيلي من مكلنبورغ-شفيرين
- فيلهلم، ولي عهد ألمانيا
- فيلهلم ادم-وريث اخير

## اقرأ أيضا
- قلعة ألتس
- شتوتغارت
- قلعة كولديتز
- كارلسروهه
- بادن بادن
- قصر نيمفينبورغ
- قصر هامباخر Hambacher Schloss